# Max Hahn (Jurist)
Max Hahn (* 4. Oktober 1895 in Treis an der Mosel; † 12. Mai 1939 in München) war ein promovierter Jurist, Syndikus der nordrhein-westfälischen Schwerindustrie und Geschäftsführer des Mitteleuropäischen Wirtschaftstages.

## Leben und Wirken
Max Hahn wurde als Sohn des Notars Johann Hahn geboren. Er besuchte die Volksschule und das Realgymnasium in Trier bis Ostern 1914. Hahn meldete sich freiwillig zur Teilnahme am Ersten Weltkrieg, bei dem er schon im September 1914 verwundet wurde und sein linker Arm amputiert werden musste. Damit zerschlugen sich auch seine Ambitionen auf das Studium eines Musikinstruments. Noch während des Krieges begann und vollendete er das Studium der Rechtswissenschaften und der Volkswirtschaft. Danach schloss er eine Dissertation über die Mosel- und Saarkanalisierung an, die er mit summa cum laude bestand.

### Lehrjahre in der Schwerindustrie
1920 trat Hahn in den Verein zur Wahrung der gemeinsamen wirtschaftlichen Interessen in Rheinland und in Westfalen (Langnam-Verein) in Essen und bei der Nordwestlichen Gruppe des Vereins Eisen- und Stahlindustrieller ein. Der Schwerpunkt seines Aufgabengebietes waren handelspolitische und agrarwirtschaftliche Fragen. Schon bald wurde er der Hauptmitarbeiter von Max Schlenker, dem Geschäftsführer des „Vereins zur Wahrung der gemeinsamen wirtschaftlichen Interessen in Rheinland und in Westfalen“, den man in aller Kürze nur als „Langnam-Verein“ bezeichnete. Im Nachruf der Schriftenreihe der volks- und betriebswirtschaftlichen Vereinigung im rheinisch-westfälischen Industriegebiet werden ausdrücklich Hahns „besondere Verdienste“ während des Ruhrkampfs hervorgehoben, ohne sie genauer zu benennen. Lobende Erwähnung findet auch „seine hervorragende Mitarbeit an der Planung und dem Aufbau der ‚Abteilung Reparationen‘ im Düsseldorfer Wirtschaftsmuseum.“ Anhand von Graphiken machte er jedermann mit einfachen Mitteln anschaulich, wie nach dem Dawes-Plan die amerikanischen Kredite wieder die Zahlung der deutschen Reparationen nach dem Ersten Weltkrieg ermöglichten. Es geht aus der knappen Angabe nicht hervor, ob Hahn neben dem kurzfristigen Nutzen einer nur anfänglich moderaten Reparationspflicht auch auf die mittelfristige Gefahr einer Schuldenfalle durch die Kreditzinsen hinwies. Denn dies war das eigentliche Kalkül des Dawes-Plans, das dann auch tatsächlich erfolgreich aufging.

### Lobbyist des Mitteleuropäischen Wirtschaftstages
Mitten in der Wirtschaftskrise und dank ihrer erfolgte im August 1931 ein bedeutender Karrieresprung: Hahn wechselte vom Ruhrgebiet in die Hauptstadt Berlin, wo er die Geschäftsführung des Mitteleuropäischen Wirtschaftstages (MWT) übernahm. Die Gründung des MWT erfolgte auf Initiative der rheinisch-westfälischen Schwerindustrie; er sollte ein politisches Büro für die Interessen der gesamten deutschen Wirtschaft in Osteuropa werden. In Abstimmung mit dem Düsseldorfer Stahlhof erweiterte sich unter Hahns Ägide die Zusammenarbeit auf die gesamte deutsche Exportindustrie und darüber hinaus die Großagrarier. Aufgrund der Restriktionen und Sanktionen der Nachkriegsordnung sollte sich nach Hahns Überzeugung das deutsche Export- und Importinteresse zunächst auf Osteuropa konzentrieren. Das Ziel war eine autarke Wirtschaftsunion. Wegen des Verlustes der deutschen Rohstoffquellen in Übersee nach dem Ersten Weltkrieg und nach der schlagartigen Zugangsbeschränkung zu vielen Märkten durch die im August 1931 eingerichtete Devisenzwangswirtschaft sollten nun die Donauländer als eine Ausgangsbasis für die angestrebte Hegemonie in der Weltwirtschaft dienen.
Für dieses so ehrgeizige, verschwiegene wie weitreichende Vorhaben knüpfte er umsichtig und umtriebig eine Vielzahl von Kontakten zwischen Südosteuropa und Deutschland und leitete ebenso viele Wirtschaftsbeziehungen in die Wege. Die Errichtung einer deutsch-österreichischen Zollunion unter deutscher Kontrolle konnten die Siegermächte Frankreich und Großbritannien 1931 erfolgreich verhindern, so dass Hahn nun mit umso größerer Diskretion und Raffinesse sein imperialistisches Projekt eines vielfach erweiterten deutschen Binnenmarktes in Südosteuropa vorantrieb. Dabei agierte er in Absprache mit den maßgeblichen Institutionen und tonangebenden Verbänden. Die Journalistin Margret Boveri beschreibt ihn dabei so: „Hahn stelle ich mir vor als kleine schwarze Spinne, herrschend über ein weitgespanntes Netz von Fäden, unbekannt, unsichtbar, verschwiegen, allwissend. [...] Zu den Fäden des Netzes gehörten die Informationskanäle des Chemie-Verbandes, des Langnam-Vereins, der Elektroindustrie, des Vereins deutscher Maschinenbau-Anstalten, der Preußischen Hauptlandwirtschaftskammer, des „Zweckverbands der Industrie- und Handelskammern zu Bochum, Dortmund, Essen und Münster“, des Deutschen Städtetags.“ Damit ist seine Tätigkeit vergleichbar mit der von Józef Retinger bei den späteren Bilderberg-Konferenzen.
Zur Autarkiepolitik im Kriegsfall, der nur präventiv und nicht von vornherein von der Industrie angestrebt wurde, zählte auch der Anbau von Sojabohnen und Ölsaaten in Bulgarien, Rumänien und Ungarn durch die I.G. Farben. Dieser Konzern war auch zuständig für die Entwicklung und Herstellung synthetischer Ersatzstoffe wie Leuna-Benzin und (Buna-Kautschuk). Alfred Sohn-Rethel gewann als MWT-Hilfswissenschaftler und unerkannter Marxist dabei den Eindruck, als sei den I.G. Farben „die ganze Rohstoff-Frage durch Geheimvertrag vom Generalstab [der Reichswehr] übertragen worden.“ Durch Sohn-Rethels Publikationen sind später einige Details über den diskret agierenden MWT bekannt geworden.

### Persönliches
Max Hahns Schwester Grete war Mitglied der KPD und lebte in Schwerin, sie wurde 1933 verhaftet. Er konnte sie nur unter großen Schwierigkeiten wieder frei bekommen. Trotz seiner teilweisen Inanspruchnahme des Hitler-Regimes für die großkapitalistischen Zwecke war Hahn nach Aussage von Freiherr von Wilmowsky „ein erbitterter Nazigegner“ und „vom Widerstandswillen gegen das System durchdrungen“. Mit dieser Einstellung war er sich einig mit den führenden Industriellen der Schwerindustrie, wie sie der Düsseldorfer Stahlhof und die Ruhrlade repräsentierten. Hahn hatte Übergewicht und starb 1939 an einer Nierenkolik auf Reisen in München. Bernhard Dietrich wurde sein Nachfolger im MWT, der jedoch bald wegen des neuen Primats der Kriegführung vor der Wirtschaftspolitik an Einfluss verlor.
Tilo von Wilmowsky, der sein Vorgesetzter im MWT und der Schwager von Gustav Krupp von Bohlen und Halbach war, urteilte über Hahn in seinen Memoiren: „Dr. Hahn [...], der wirtschaftliche Phantasie und temperamentvolle Organisationsgabe besaß, [...] war ein ungewöhnlich begabter Mann, voll schöpferischer Phantasie, die durch bedeutende wirtschaftliche Erfahrung gezügelt war. Dem mitteleuropäischen Gedanken war er leidenschaftlich ergeben. Er war kein leicht zu behandelnder Geschäftsführer und neigte etwas zur Genialität im Bürobetrieb. Aber für die Aufgabe, die wir beide fast als Neuland angepackt hatten, war er wie geschaffen.“

## Schriften
- Handbuch der preußischen Sparkassengesetzgebung. Galle, Berlin 1920
- Die Wirtschaft in Mitteleuropa. In: Volk und Reich. Politische Monatshefte, Jg. 7 (1931), S. 115–124.
- Mitteleuropa als Ziel deutscher Politik. In: Volk und Reich. Politische Monatshefte, Jg. 7 (1931), S. 563–572.
- Zur Handelspolitik der Gegenwart I. In: Ruhr und Rhein. Wirtschaftszeitung, Jg. 13 (1932), Nr. 39 vom 23. September, S. 629–631.
Dieser Aufsatz ist zwar offiziell von Hahns vorherigem Vorgesetzten Max Schlenker unterzeichnet worden, doch laut Alfred Sohn-Rethel ist Hahn der tatsächliche Verfasser.[5] Der Artikel formuliert in vorsichtiger Weise den mühsam ermittelten Interessenausgleich zwischen Großagrariern und Großindustrie und machte mit dieser Konzeption eine Diktatur erst möglich (ebd.). Näheres unter MWT.
- Wirtschaftliche Zusammenarbeit Deutschlands mit dem Südosten. In: Europäische Revue, Jg. 1934, Heft 8 (= Sonderheft 10: Balkan), S. 487–492.
- Deutscher Zollverein damals, Mitteleuropa heute. Zur hundertjährigen Wiederkehr des Gründungstages des Deutschen Zollvereins. In: Volk und Reich. Politische Monatshefte, Jg. 10 (1934), S. 1–7.
- 1934: Das deutsche Reich und Italien im Donauraum. In: Volk und Reich. Politische Monatshefte, Jg. 10 (1934), S. 289–293.

→ Die Monatszeitschrift Volk und Reich wurde vom MWT herausgegeben.